# Cynosa
Cynosa es un género de arañas araneomorfas de la familia Lycosidae. Se encuentra en el Norte de África y Australia.

## Lista de especies
Según The World Spider Catalog 12.0:
- Cynosa agedabiae Caporiacco, 1933
- Cynosa ramosa (L. Koch, 1877)